# Yucatánskrika
Yucatánskrika (Cyanocorax yucatanicus) är en fågel i familjen kråkfåglar inom ordningen tättingar.

## Utseende och läte
Yucatánskrikan är en praktfull kråkfågel i svart och lysande blått. Näbben är svart hos adulta fåglar, gul hos ungfåglar. Nyutflygna ungar har en unik helvit dräkt, dock enbart i några veckor i slutet av sommaren. 

## Utbredning och systematik
Yucatánskrikan förekommer enbart på Yucatánhalvön i sydöstra Mexiko och Belize. Den delas in i två underarter med följande utbredning:
- Cyanocorax yucatanicus yucatanicus – sydöstra Mexiko (Yucatánhalvön) till Belize och Petén i Guatemala
- Cyanocorax yucatanicus rivularis – sydöstra Mexiko (Tabasco och sydväst Campeche)

## Levnadssätt
Yucatánskrikan är en vanlig och väl synlig fågel i öppet skogslandskap. Den ses vanligen i ljudligt tjattrande grupper om fem till 25 fåglar.

## Bilder

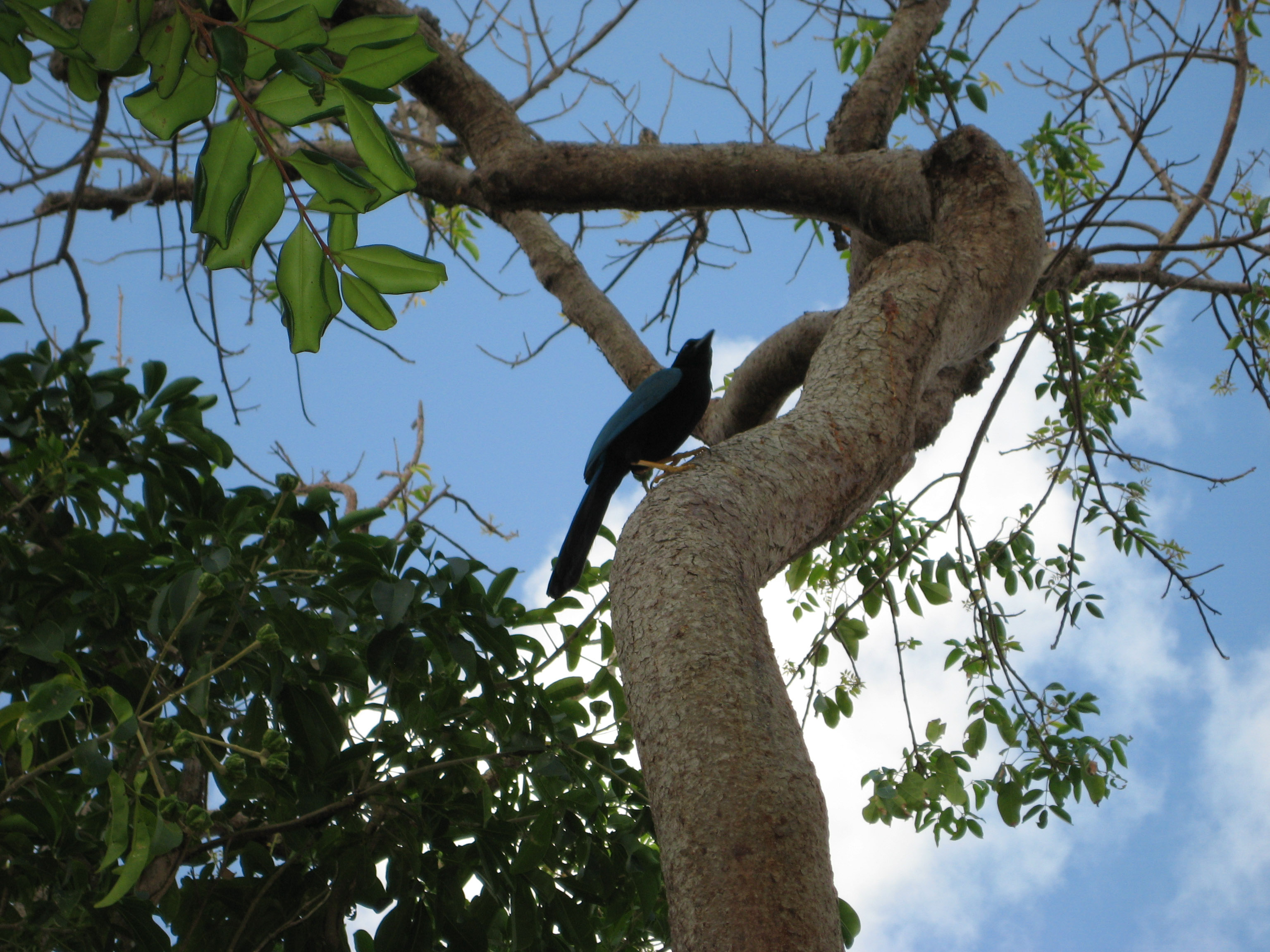
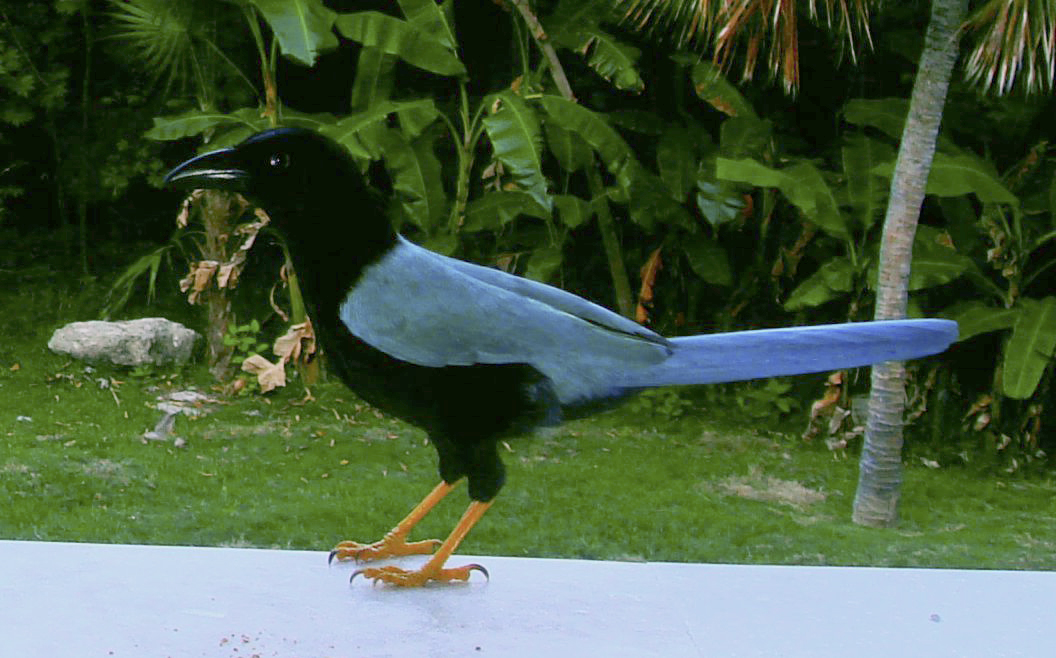
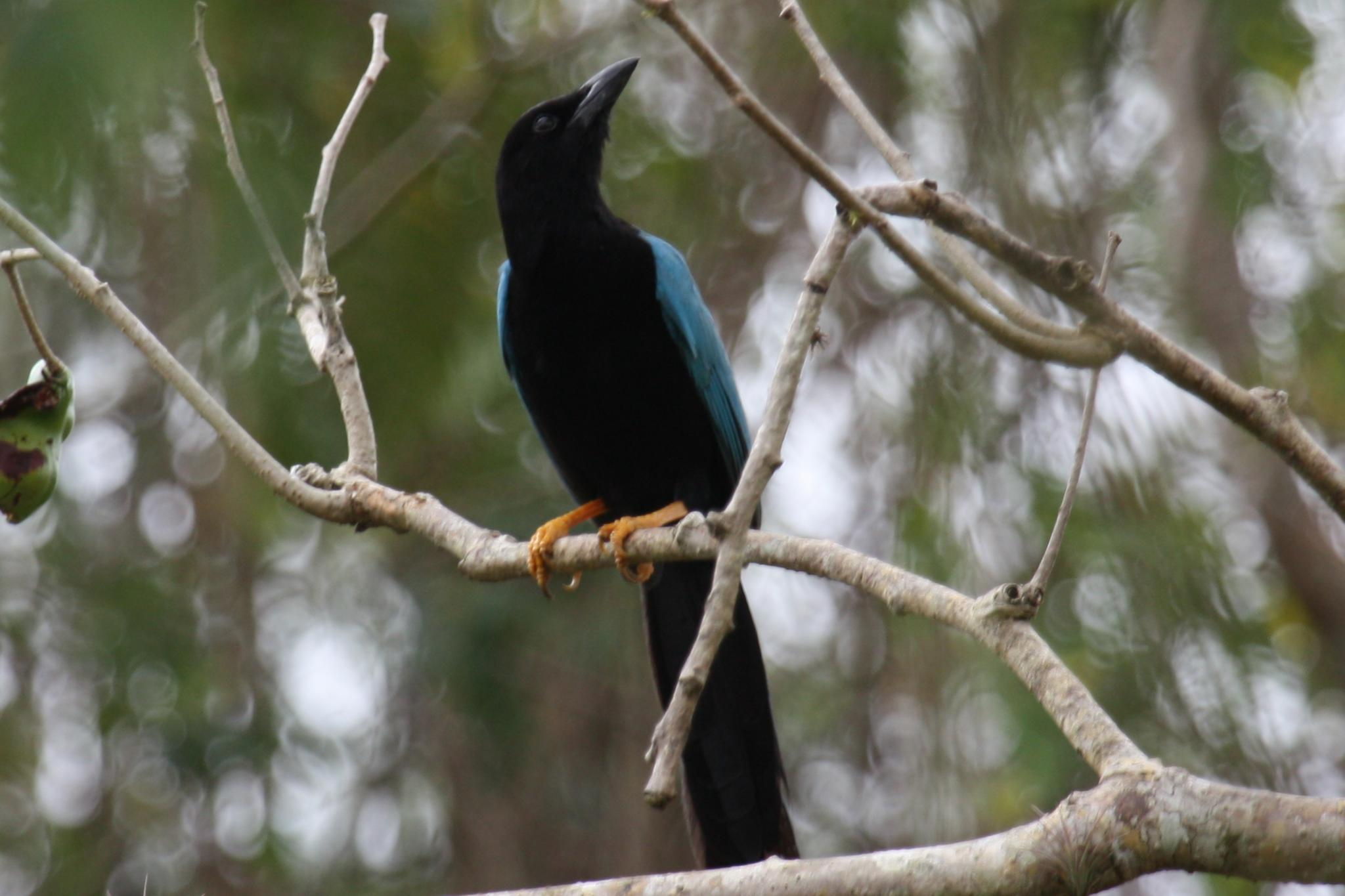

## Status
Arten har ett stort utbredningsområde och beståndet anses stabilt. Internationella naturvårdsunionen IUCN listar den därför som livskraftig (LC). Beståndet uppskattas till i storleksordningen 50 000 till en halv miljon vuxna individer.